# Čtvrtá Ženevská úmluva

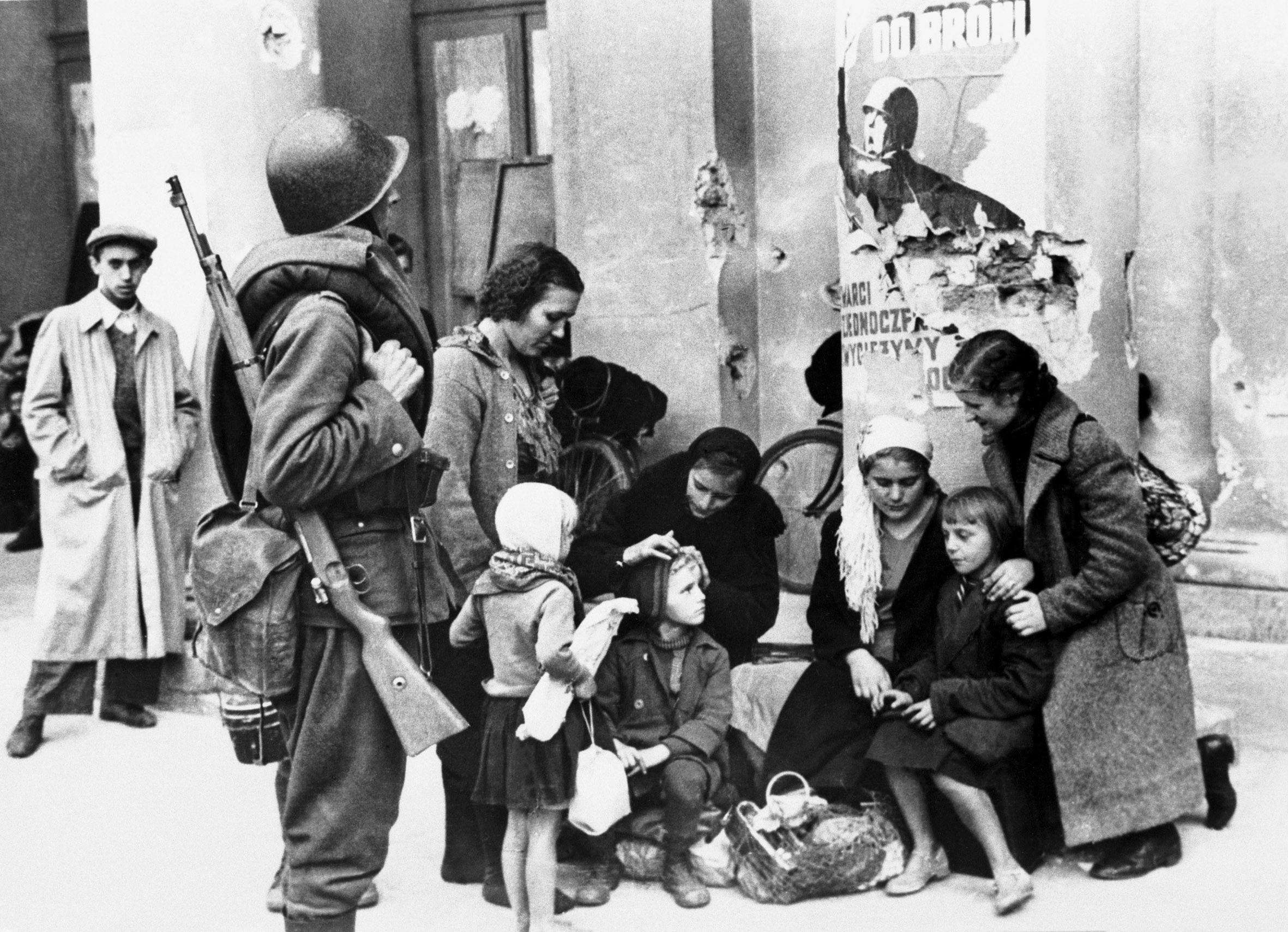
Polští uprchlíci z Varšavy z roku 1939

Čtvrtá Ženevská úmluva, celým názvem Ženevská úmluva o ochraně civilních osob za války, je jedna ze čtyř základních Ženevských úmluv. Byla přijata 12. srpna 1949. Zatímco první tři úmluvy se zabývají právy vojáků, čtvrtá Ženevská úmluva je první, která se zabývá humanitární ochranou civilistů ve válce.
V roce 2022 Čtvrtou Ženevskou úmluvu ratifikovalo celkem 196 zemí, které ratifikovaly i předchozí tři úmluvy. Zásady Ženevských úmluv i jejich Dodatkových protokolů z roku 1977 se považují za součást obyčejového práva zavazujícího všechny členy mezinárodního společenství. Tyto úmluvy stanoví základní pravidla pro zacházení s vojáky, raněnými a válečnými zajatci, ale také pro ochranu civilistů a humanitární zásahy v případě ozbrojeného konfliktu. Jsou založeny na principu respektu k lidské důstojnosti a zakazují hrubé porušování lidských práv v časech války. Ženevské úmluvy jsou jedním z nejdůležitějších mezinárodních právních nástrojů, které chrání lidský život a lidskou důstojnost ve válkách a ozbrojených konfliktech. 
Ženevské úmluvy jsou součástí právního řádu České republiky. Na základě článku 10 Ústavy České republiky mají přednost před českými zákony.
Čtvrtá Ženevská úmluva v sobě zahrnuje části Všeobecné ustanovení (I. část), Všeobecná ochrana obyvatelstva proti některým účinkům války (II. část), Postavení chráněných osob a zacházení s nimi (III. část, dále děleno do čtyř oddílů), Provádění úmluvy (IV. část) a dodatečné Přílohy.

## Vznik
Historie byla vždy protkaná nejrůznějšími válečnými konflikty, které měly za následek vysoký počet úmrtí jak mezi vojáky znepřátelených stran, tak i civilního obyvatelstva, jenž se na konfliktech války aktivně nepodílelo. V této souvislosti, kdy v celé historii nebyla žádná dlouhodobě přijatá společná úmluva o dopadech válek na raněné, nemocné nebo zajaté, se Henri Dunant rozhodl situaci změnit. Výsledkem byl zrod mezinárodního humanitárního práva a také prvopočátky Ženevských úmluv a Mezinárodního červeného kříže.
Následně díky Mezinárodnímu výboru Červeného kříže, kterému státy svěřily významné úkoly při ochraně obětí válek a dohledu nad respektováním mezinárodního humanitárního práva, se neustálou aktivitou, představovanou zejména předkládáním návrhů dalších mezinárodních úmluv a s tím spojeným složitým vyjednáváním, podařilo právně ukotvit ochranu stále většího počtu osob. V současnosti je plodem tohoto úsilí systém čtyř Ženevských úmluv o ochraně obětí ozbrojených konfliktů z roku 1949 (které nahradily předchozí úmluvy z let 1864–1929 a systém doplnily o samostatnou úmluvu o ochraně civilních osob), dvou Dodatkových protokolů k těmto úmluvám z roku 1977 a třetího protokolu z roku 2005. Důležitá role při ochraně obětí konfliktů a šíření znalostí mezinárodního humanitárního práva přísluší samozřejmě i národním společnostem Mezinárodního hnutí Červeného kříže a Červeného půlměsíce (NSČK – národní společnosti Červeného kříže, NSČP – národní společnosti Červeného půlměsíce, MDA – izraelská Společnost Davidovy hvězdy).

## Část I. Všeobecné ustanovení
Čtvrtá ženevská úmluva, známá také jako Úmluva o ochraně civilních osob za časům války, poskytuje základní právní rámec pro ochranu civilního obyvatelstva během ozbrojených konfliktů. Její první část, obsahující všeobecná ustanovení, stanovuje závazky smluvních stran k dodržování a zajištění dodržování této úmluvy za všech okolností.
Důležitým prvkem je široký rozsah úmluvy, který zahrnuje i případy okupace území bez vojenského odporu a vztah k mocnostem, které nejsou smluvními stranami, podle článku 2 "Vedle ustanovení, která mají nabýt účinnosti již v míru, bude se tato úmluva vztahovat na všechny případy vyhlášení války nebo jakéhokoli jiného ozbrojeného konfliktu, vzniklého mezi dvěma nebo více Vysokými smluvními stranami, i když válečný stav není uznáván jednou z nich." 
Klíčové body:
1. Ochrana osob, které nebojují: Článek 3 Čtvrté Ženevské úmluvy ukládá povinnost stranám konfliktu chránit osoby, které přestaly bojovat nebo nebojují aktivně, jako jsou ranění vojáci, váleční zajatci, civilisté, humanitární pracovníci a další.
2. Zákaz nelidského zacházení a diskriminace: Úmluva zakazuje nelidské zacházení, krutost a diskriminaci vůči osobám, které nebojují, a vyžaduje zachování jejich důstojnosti a lidských práv.

## Část II. Všeobecná ochrana obyvatelstva proti některým účinkům války
Druhá část Všeobecné ochrany obyvatelstva proti některým účinkům války reprezentuje základní pilíř právního systému, jenž má za úkol chránit civilní obyvatelstvo během ozbrojených střetů. Druhá část se zaměřuje především na všeobecnou ochranu obyvatelstva proti některým důsledkům války.
Články 13 až 26 této části specifikují konkrétní opatření a zásady, které mají zajišťovat ochranu civilistů bez ohledu na jejich rasu, národnost, náboženství nebo politické přesvědčení. 
Klíčové body:
1. Zákaz násilí nad životem, zdravím a důstojností osob: Čtvrté Ženevské úmluvy stanoví, že civilní obyvatelstvo a osoby, které nebojují, musí být chráněny. Zároveň jejich život, zdraví a důstojnost musí být respektovány. podle článku 13 "Ustanovení této části se týkají všeho obyvatelstva zemí v konfliktu, bez jakéhokoli nepříznivého rozlišování zejména z důvodu rasových, národnostních, náboženských nebo pro politické přesvědčení, a směřují ke zmírnění utrpení vyvolaného válkou." [2]
2. Ochrana před fyzickými útoky: Článek 14 zakazuje útoky na civilní obyvatelstvo a civilní objekty, včetně nemocnic, škol, humanitárních zařízení a dalších míst, která slouží civilnímu obyvatelstvu.
3. Ochrana humanitárních a lékařských pracovníků: Článek 15 uznává neutralitu a ochranu humanitárních pracovníků a lékařů, kteří poskytují pomoc civilnímu obyvatelstvu.

## Část III. Postavení chráněných osob a zacházení s nimi
Část III.  obsahuje detailní ustanovení týkající se ochrany a zacházení s různými kategoriemi osob během ozbrojených konfliktů, které nejsou mezinárodního charakteru. Tato část je klíčová pro poskytnutí ochrany civilistům, raněným, nemocným, vězňům válečného konfliktu a dalším zranitelným skupinám.
1. Ochrana civilistů:
  - Toto ustanovení je obsaženo především v článku 27 čtvrté Ženevské úmluvy, který zakazuje útoky na civilní osoby a civilní oblasti, pokud nejsou přímým vojenským cílem.
  - Čl. 27: "Chráněné osoby mají za všech okolností právo na to, aby byla respektována jejich osoba, jejich čest, jejich rodinná práva, jejich náboženské přesvědčení a úkony, jejich způsoby a zvyky. Budiž s nimi nakládáno vždy lidsky a buďtež chráněny zejména před každým aktem násilí nebo zastrašování, před urážkami a zvědavostí obecenstva."
2. Ochrana před násilím a nelidským zacházením:
  - Samotný článek 31 čtvrté Ženevské úmluvy zdůrazňuje základní lidskou hodnotu ochrany jednotlivce před krutostí a násilím. Toto ustanovení je klíčové pro zajištění důstojného zacházení s chráněnými osobami v době ozbrojeného konfliktu, jedná se avšak o právo které je univerzální a nezcizitelné, týká se všech osob chráněných podle Ženevské úmluvy.
  - Článek 31: "Na chráněné osoby nesmí se vykonávat žádný nátlak tělesného nebo duševního rázu, zejména ne zatím účelem, aby se vynutily na nich nebo třetích osobách informace."[2]

Třetí část se především věnuje ochraně civilního obyvatelstva během ozbrojených konfliktů, jeden ze zásadních bodů je zakázání přesouvání obyvatelstva okupační mocností. Toto ustanovení se stalo předmětem právní debaty v kontextu významných izraelských osad na Západním břehu Jordánu. 

## Část IV. Provádění úmluv
Poslední část se věnuje otázce práv a povinností chráněných osob a smluvních stran, jak efektivně zajišťují implementaci a ochranu práv v souladu s mezinárodním humanitárním právem. 
Klíčové body:
1. Podpora organizací a náboženských skupin:
  - Mocnosti mají povinnost podporovat náboženské organizace a pomocné společnosti, které poskytují pomoc chráněným osobám.
  - Článek 142: "S výhradou opatření, která by považovaly za nezbytná, aby zaručily svou bezpečnost a čelily všem jiným přiměřeným požadavkům, vyjdou mocnosti, v jejichž moci jsou chráněné osoby, co nejvíce vstříc náboženským organisacím, pomocným společnostem a všem jiným organisacím, které pomáhají chráněným osobám."[2]
2. Práva delegátů a zástupců ochranných mocností:
  - Delegáti a zástupci ochranných mocností mají právo navštěvovat chráněné osoby a komunikovat s nimi bez svědků.
  - Článek 143: "Mají přístup do všech místností používaných chráněnými osobami a mohou s nimi hovořit beze svědků, za pomoci tlumočníka, je-li třeba." [2]
3. Trestní sankce za porušení úmluvy:
  - Každá smluvní strana musí stanovit trestní sankce za vážná porušení úmluvy a potlačit jiné přestupky.
  - Článek 146: "Vysoké smluvní strany se zavazují, že učiní všechna potřebná opatření zákonodárná, aby stanovily přiměřené trestní sankce postihující osoby, které se dopustí toho či onoho vážného porušení této úmluvy, vymezeného v následujícím článku, nebo dají k takovému porušení rozkaz."[2]

## Ženevské úmluvy a mezinárodní humanitární právo

Mapa států uznávajících buď veškeré, nebo část Ženevských úmluv a dodatkových protokolů

Mezinárodní humanitární právo je soubor norem společně dohodnutých státy s cílem maximálně humanizovat válku a zmírnit její následky, dokud nebude možné válku vyloučit. Základním pramenem mezinárodního humanitátního práva jsou Ženevské úmluvy o ochraně obětí ozbrojených konfliktů a Dodatkové protokoly k těmto úmluvám (DP). Jejich hlavní zásadou je, že v každé době musí být respektována důstojnost lidské bytosti a musí být bez diskriminace učiněno vše pro předcházení nebo alespoň zmírnění utrpení zejména těch, kteří nejsou na konfliktu přímo účastni, i těch, kteří byli z konfliktu vyřazeni v důsledku nemoci, zranění či zajetí. Do základních úmluv mezinárodního humanitárního práva patří:
- První Ženevská úmluva o zlepšení osudu raněných a nemocných příslušníků ozbrojených sil v poli.
- Druhá Ženevská úmluva o zlepšení osudu raněných, nemocných a trosečníků ozbrojených sil na moři.
- Třetí Ženevská úmluva o zacházení s válečnými zajatci.
- Čtvrtá Ženevská úmluva o ochraně civilních osob za války.[9]

Dodatkové protokoly:
- Dodatkový protokol o ochraně obětí mezinárodních ozbrojených konfliktů.
- Dodatkový protokol o ochraně obětí ozbrojených konfliktů nemajících mezinárodní charakter.
- Dodatkový protokol o přijetí dalšího rozeznávacího znaku.[10][11]

Mezinárodní humanitární právo dále rozšiřuje v rámci Ženevských úmluv i další normy; patří sem zbraně hromadného ničení, především biologické, chemické a nukleární zbraně, které vedou k dlouhému a útrpnému umírání.

## Dodatkové protokoly ke konvenčním zbraním
Protokol o zákazu používání chemických a biologických zbraní (z roku 1925) vstoupil v platnost 8. února 1928. Měl ovšem významné nedostatky, které se týkaly skutečností, že nezakazoval vývoj, výrobu ani hromadění zásob chemických zbraní. Dále některé státy, které protokol ratifikovaly, si vyhradily právo použít zakázané zbraně proti státům, které nebyly smluvními stranami protokolu. To mělo za následek, že byly využívány i během druhé světové války, ale například i během 70. a 80. let v během íránsko-irácké války proti Íránu. Nakonec došlo 10. dubna 1972 k vytvoření Úmluvy o zákazu vývoje, výroby a hromadění zásob bakteriologických (biologických) a toxinových zbraní a o jejich zničení (v platnosti od 26. března 1975).

## Válka na Ukrajině
Organizace Human Rights Watch v souvislosti s válkou mezi Ruskem a Ukrajinou upozornila,[zdroj⁠?!] že ukrajinské úřady by měly přestat zveřejňovat na sociálních sítích a aplikacích pro zasílání zpráv videa zajatých ruských vojáků, která je vystavují veřejné zvědavosti; zejména ty, které zobrazují scény ponižování nebo zastrašování. Takové zacházení s válečnými zajatci porušuje ochranu poskytovanou třetí Ženevskou úmluvou, která zajišťuje slušné zacházení s válečnými zajatci obou stran.
Human Rights Watch rovněž zdokumentovala rozsáhlé porušování válečných zákonů a údajné válečné zločiny ruskými silami, včetně bezohledného zaměřování se na civilisty kazetovou municí a jinými zbraněmi a zabránění civilistům v útěku z bojových oblastí.
Dne 17. března 2023 vydali soudci Mezinárodního trestního soudu v Haagu zatykače na ruského prezidenta Vladimira Vladimiroviče Putina a Mariji Alexejevnu Lvovovou-Bělovovou, oba údajně zodpovědné za válečný zločin nezákonné deportace obyvatelstva (dětí) a nezákonného přesunu obyvatelstva (dětí) z okupovaného území oblastí Ukrajiny do Ruské federace. Nezvykle byly zveřejněny osobní podrobnosti zatykačů, protože k jednání řešeném v současné situaci údajně stále dochází a v naději, že povědomí veřejnosti o zatykačích může přispět k prevenci dalšího páchání této trestné činnosti.